# アガレスト戦記
『アガレスト戦記』（アガレストせんき）は、コンパイルハートより発売されたファンタジーRPG。2007年9月27日にPlayStation 3で発売された。2013年10月3日には海外向けMicrosoft Windows版が発売。2023年8月24日にはダウンロード専売ソフトとしてNintendo Switch版が発売された。
PlayStation 3版発売後には追加要素を含んだ『アガレスト戦記 リアピアランス』（アガレストせんき リアピアランス）が2008年にXbox 360、2013年にAndroid、2014年にiOS向けに発売された。
続編としては2009年6月、本作より1000年以上昔の世界が舞台となる『アガレスト戦記ZERO』、2010年11月、本作とは舞台や戦闘システムを一新した『アガレスト戦記2』が発売された。シリーズ4作目は初の携帯機向けの新作として『アガレスト戦記 Mariage』が2012年7月に発売された。

## ゲーム内容
5つの大陸からなる世界「アガレスト」。プレイヤーは世代ごとに設定されたアガレストを5世代に渡って冒険していき、設定された目的の達成と柱の封印を目指す。パートナーとなる「ヒロイン」を選ぶと次世代の主人公も登場、舞台も次の大陸へと移りエンディングを目指す。
同ジャンルの他タイトルと比較して、多数の美少女キャラクターが登場し、彼女らとの恋愛要素や間接的な性的描写などが大きなウェートを占めている。

## 登場人物

### 第一世代
レオンハルト
声：近藤隆
第一世代の主人公。由緒正しきラグラン家の子息だが、父親が他界し家が取り潰しに遭ってからは家の復興のために軍属の道を歩むことになる。物語開始時点ではグリダマス軍辺境地守備軍の補佐官を務め、「金色のレオ」の異名で恐れられている。グリダマスの辺境地への侵攻に疑問を抱き、命令に背いてハイ・エルフの少女エリスを救ったことで瀕死の重傷を負い、夢の中に現れた謎の女性ディシャナに契約を迫られ魂の器になったことから彼の運命は大きく動き出す。人を惹きつける力を持つ、真面目で正義感の強い青年。
ディシャナ
声：小清水亜美
本作のメインヒロインの一人。レオンハルトと魂の契約を結んだ張本人。多くを語らず、一切の素性を明かさないミステリアスな美女。感情表現に乏しく、各世代の主人公に使命（＝柱の封印、子孫を残す）だけ果たせば良いというような態度や、時に非情とも取れる選択をすることもあり、冷たい人物と見られがちだが、立場上多くを語ることができず、内心では彼女なりに悔やみ、悩んでいることが明かされる。
展開によっては敵になり、ライトルート・ダークルートでは彼女と共に封印することになるなど、仲間を導く今作最大のキーパーソン。
エリス
声：植田佳奈
本作のメインヒロインの一人。希少種族ハイ・エルフの少女で、レオンハルトがディシャナと契約し魂の器となる原因を作った張本人（ただし、続編であり今作から数千年前の物語『アガレスト戦記ZERO』を見る限り、レオンハルトが魂の器になることはもはや宿命であり、必ずしもエリスが悪いわけではない）。第一世代では人懐っこく素直な性格でレオンハルトを慕っており、パーティのマスコット的存在。二世代目以降は大人の女性へと成長し、突っ込み役で強気な性格に変化。レオンハルトの子孫を母親代わりとして愛情を込めて育てている。
フューリア
声：宍戸留美
第一世代のヒロインの一人。辺境地の出身で、暮らしていた村がグリダマスの侵攻を受けて壊滅。その際、両親や知人を失ったことから復讐に駆られ、生き延びた仲間と共に、グリダマス軍相手にゲリラ戦を行っていた。しかし敗れ、グリダマス軍の侵攻にあい、レオンハルトに助けられる。当初は人間への不信、特にグリダマス軍への憎しみから反発するが、身を挺して弱者を助けようとするレオンハルトの真摯な姿を目にし、徐々に打ち解けていく。
ルアナ
声：新谷良子
第一世代のヒロインの一人。辺境地の小さな村で育つが、グリダマス軍の侵攻により孤児となる。その後、旅芸人を装い、間者となって軍の動向を探っていた。その際にレオンハルトと出会う。ルクレリアではちょっとしたアイドルであり、ファンの数も少なくない。
エレイン
声：清水若菜
第一世代のヒロインの一人。由緒正しきリューベック家の息女で、グリダマス軍に属する女性騎士。レオンハルトの家が取り潰しに遭うまでは彼の婚約者であった。レオンハルトとの面識は幼少期に数えるほどしかないが、初めて言葉を交わしたその日から、今なおレオンハルトを想い続ける一途な女性。家のために軍属の道に進んだものの、心優しい性格で争いを好まず、グリダマスの辺境地への侵攻に最後まで反対していた。レオンハルトの活躍を知り、彼の力になるために命令に背き再会を果たす。
幼い頃からレオンハルトを一途に想い続けているという設定からか、進め方によっては好感度が「好き」状態で始まる。
ボーグナイン
声：永野善一
命の危険を感じたエリスが無意識に召喚した思念獣。普段はほとんど口を開かず、ただエリスの守護者として影のように付き従う。体格が大きく、アルボルと共に活躍する機会が多い。
ウィンフィールド
声：加藤将之
力を欲するがゆえに、禁を破りし者。普段は不真面目な行動や言動が目立つのだが、弱者が虐待される場面や困っている人を見ると助けずにはいられないという、根は真面目で正義感の強い青年。一度はレオンハルトと戦うことになるが、魔器を所持しサマリルに肉体と精神を蝕まれていることをディシャナに見抜かれてからは同行させられることになる。サマリルの呪いによっていつ自我を失うか分からない状況の中で、女湯を覗いては半殺しの目に遭うなどコミカルなイベントもこなす人気の高いキャラクターの一人。
ゼルヴァ
声：土門仁
フューリアの兄で、人間からの迫害を受けて育ったがために強い敵愾心を抱いている。一度はレオンハルトと戦うが、その後フューリアの説得もあり、レオンハルトに同行することとなる。第二世代以降も登場する。なお、第一世代でフューリアを選んだ場合、第二世代の主人公ラディウスの伯父、第三世代の主人公トーマの大伯父となり、第二世代以降の主人公達と血縁を持つ事になる。
ヴィ・ラ=ロア
声：富沢美智恵
オネルテスの女性。額にある第三の眼によって未来を見通す力を持っている。普段は辺境地の奥でひっそりと暮らしているが、彼女の予言を当てにして足を運ぶ者も多い。レオンハルトとはエルフの里で出会うが、これは彼女が予見していたことであった。彼が未来に何かしらの影響を与えることを感じ取り、同行を申し出る。

### 第二世代
ラディウス
声：堀江一眞
第二世代の主人公。グラッセアに渡ってきたとき彼らを世話したホウェル・フォン・ビュッセルに引き取られ、ビュッセル家の養子として育てられる。ホウェルの影響からか、真面目で軍人気質なところがあり、やや柔軟性に欠けるところもあるが、持ち前の勤勉さでその欠点を補っている。しかし恋愛面ではかなり鈍感でヒロイン達からのアプローチも受け流してしまう（故にヴィ・ラ=ロアから朴念仁呼ばわりされる場面がある）。親であるレオンハルトのような天才肌はなく、学びながら自らの道を切り開いていくと行った、努力型の人物と言えよう。彼には名前がもう一つあり、その名前はラディフォール・フォン・ビュッセル。この名はビュッセル家の家督を受け継いでいることを表している。なお、第一世代でフューリアを選んだ場合（つまり、ラディウスの母親がフューリアの場合）、ゼルヴァとは伯父と甥の関係となる。
ヴァレリア
声：ミルノ純
第二世代のヒロインの一人。ラディウスとは幼馴染で、お互い切磋琢磨しあってきた良きライバルでもあった。その実力に関してはラディウスはもちろん、周知も認めるところであり、若いながらも既に一陣の将としてその辣腕を振るっている。また、部下からの信任も厚く、全軍の統帥権を持つ。
ラディウスのことを幼少期の頃から幼馴染以上の異性としての好意を抱いているが、なかなか本音を言えず本当のこととは正反対の憎まれ口を叩いてしまう（ツンデレ）が積極的にアプローチする時もある（ラディウスが天然なため受け流されることが多い）。
エレイン同様、主人公に好意を抱いているという設定のため、進め方によっては好感度が「好き」状態で始まる。しかしストーリーの展開上一時的に敵対することになり、仲間になるのは二世代中盤とやや遅く、更に一世代目の進め方によっては二世代の終盤に仲間になる上に好感度が激減するため、彼女の攻略はやや難しくなっている。
夜宵
声：藍川千尋
第二世代のヒロインの一人。アルザイ湿原にあるヤマトの巫女。ヤマトの風習に従い、守り神に生贄として捧げられるはずだったが、それを疑問視したラディウス一行により救われる。自分の運命を変えてくれたラディウスの力になるべく努力をしている。
シェルファニール
声：川淵由香里
第二世代のヒロインの一人。ネオコロムの父親と人間の母親との間に生まれたネオコロムのハーフ。ヴァレリアと夜宵をちゃん付けで呼ぶ。ヒロインの中では一番積極的にアプローチするタイプであるが、ラディウスの朴念仁ぶりに悩まされている。ラディウスが何らかの使命を背負っていることに勘付いており、終盤のイベントでは自分にも背負わせてほしいと婉曲ながらも打ち明けた。
アルボル
声：陽季想
ヤマトの南に広がる古の森に住むリュレントの若者。種としてのリュレントが誕生する以前、「大地の木｣より続く記憶は神の時代を伝える唯一の、生きている資料とも言える。成人したリュレントは、自分の生きる場所、すなわち種としての死を迎えた後に留まる地を選ぶべく、旅立つ。嘗ては世界中を旅する姿が数多く見受けられたが滅びつつある今、古の伝承同様、人々の記憶の中だけに残る存在となりつつある。
シャローナ
声：ふじたれいこ
グラッセアにあるシリアムの里の若き長。とても親しみやすい女性で、男女問わず、その人望は厚い。また、好奇心旺盛で、普段は理知的で思慮深いのだが、思い通りにならないことがあると癇癪を爆発させるという、困った一面がある。とはいえ、何でもかんでもというわけではなく、彼女の中で線引きはがなされているらしい。なぜか人間の歳を基準にして自分の年齢を考えるという、変わった拘りがあり、彼女に年齢を聞くのはタブーとなっている。
バシュタール
声：楠田敏之
幼少期のラディウスに海岸で発見される。それ以前の記憶を無くしておりそれ以降ラディウスの指南役を引き受ける。剣の腕は一流でその戦闘技術は他の者を圧倒し、卓抜した剣捌きはグラッセアに並ぶ者なしと称されるほど凄まじい。非常に冷徹で、鋭い眼光はそれだけで相手を射竦め敵に対しては剣を振るうことを躊躇しない。敵味方問わず、恐れられている戦士であり、畏敬の念をこめて人々は彼を「深紅の牙」と呼んでいる。その正体はサマリルの僕であるグルグの王であり第一世代でレオンハルト達と戦い崖から転落した闇の騎士その人である。のちに記憶を取り戻し主人公達を裏切り死闘を繰り広げるが説得により再び主人公達と共に歩む道を選んだ。

### 第三世代
トーマ
声：岸本周也
第三世代の主人公。グラッセアで育ってからフェンディアスへと渡ってきた。グラッセアの温暖な気候で育ったためか、寒い場所が苦手。またウィンフィールドの手ほどきを受けて育ったためか、女性がいれば口説かれずにはいられないという、超がつくほどの女好きに成長してしまった。そのため、5人の主人公の中で唯一、ノリノリで女湯の覗きに参加し、ボーグナインから制裁を受けている。だが、ナンパ自体は本心ではなく仲間を不安にさせないための演技であり、ヒロインには本当の自分を吐露している。なお、第一世代でフューリアを選んだ場合（つまり、トーマの祖母が（かつラディウスの母親が）フューリアの場合）、ゼルヴァとは大伯父と大甥の関係となる。
ラヴィニア
声：小石友里絵
第三世代のヒロインの一人。ハイ・エルフの父とダークエルフの母との間に生まれたエルフ。しかしながら彼女は母の血を色濃く受け継いだため心無いエルフからは嫌われており、自分がダークエルフということにコンプレックスを抱いている。粗暴な言動や行動が多いのは他人を引き寄せないための一種の防御方法でもあった。実際の彼女は仲間思いの優しい性格であり、実は結構純情。なお、彼女を選んだ場合、妹のファイーナが第四世代の主人公デュランの叔母、第五世代の主人公レックスの大叔母という血縁関係になる。
ファイーナ
声：高橋あみか
第三世代のヒロインの一人。ラヴィニアの妹。姉のラヴィニアとは違い父の血を色濃く受け継いだため、エルフの里ルス・ソレイユでは大切に育てられてきた。しかし彼女自身は外の世界への憧れを強く抱いており、一度は里に帰還したラヴィニアが再び旅立とうとした時、自らも同行することを決意する。里から一歩も出たことがなかったためかパーティ加入後は突拍子もない発言が目立ち、トーマのセクハラ発言に笑顔で返すなど彼の調子を狂わせる。なお、彼女を選んだ場合、姉のラヴィニアが第四世代の主人公デュランの伯母、第五世代の主人公レックスの大伯母という血縁関係になる。
ノア
声：一色まゆ
第三世代のヒロインの一人。一人称は「ウチ」
アルベルティ
声：寺島拓篤（青年時）、永野善一（中年時）
トラロカンの元近衛兵。トーマを兄貴と慕い、ウィンフィールドと馬が合う。第三世代では青年であったが、以降の世代では中年の姿である。
ガンツ
声：石原凡
鍛冶職人。
プラム
声：河津玲奈
ネルスの少女。

### 第四世代
デュラン
声：出村貴
第四世代の主人公。フェンディアスで幼少期を過ごした後、エンハンブレへと渡る。父親であったトーマとは正反対の性格で、自分の人生に先がないことを知らされて育てられたせいか、無気力で、物事を悲観的にしか考えられなくなっている。
極度のネガティブ思考の持ち主。いちいち物事に対して文句を言わなければ気が済まず、愚痴ばかりこぼす。そのわりに主体性がなく、最終的には人の意見にしぶしぶといった様子ながら従ってしまう。勝ち気な性格と後ろ向きな性格とがあいまって仲間と衝突することもしばしば見受けられる。問題行動も多く、素直になれずなかなか心を開こうとしなかったが、仲間と旅し、さまざまな人々と出会うことによって徐々に変化を見せていく。やがて全てを振り切ったデュランはエンハンブレのために戦うことを、そして、魂の器になることを受け入れた。
なお、第三世代でラヴィニアを選んだ場合（つまり、ラヴィニアが母親の場合）、ファイーナとは叔母と甥の関係となり、ファイーナを選んだ場合（つまり、ファイーナが母親の場合）、ラヴィニアと伯母と甥の関係となる。
ヒルデガルド
声：ちふゆ
第四世代のヒロインの一人。愛称はヒルダ。姉御肌の海賊の女頭目で銃の扱いに長けている。最初はデュランを嫌っていた（もっとも、ヒルダが依頼を受けて一行に会いに来たというのに初対面にもかかわらずデュランの態度が悪かったのが原因だが）が一緒に波乗りをしたり、迷信を信じて臆病になっていたところを文句を言いながらも助けてくれるデュランに対し自然と好意を寄せていくようになり、海賊の頭目をしていることで長年忘れていた女らしさを取り戻していく。そして四世代の終盤のある事件をきっかけに、海賊の頭目の座を弟的存在で信頼の置けるキリクに譲り、本格的にデュランの旅についていく。
なお、彼女を選んだ場合、次世代の主人公であるレックスのカラーリングが瞳以外レオンハルトに一番近しいものとなる（瞳の色はヒルダと同じ青）
シルヴィ
声：茶山莉子
第四世代のヒロインの一人。白い翼を生やしたハルピュイアの女性剣士。元々は自警団に所属していたが、世界の広さへの憧れを捨て切れず、デュランと出会ってからはディシャナの誘いもあり一行に加わることになる。自警団時代の同僚のキース（声：千葉優輝）に好意を寄せられていたが、シルヴィ自身はデュランを慕っており、それはキースの想いに歪みを生じさせることになる。魔器の呪いによって自我を失ったキースとの戦いの末、それでもデュランのそばにいることを選ぶ。このことからも、自分の気持ちに嘘をつけない性格であることが窺える。デュランが病に倒れた際、危険を冒してまで薬を取りに行くなど恋愛面ではとても健気。
リュリュ
声：井上奈々子
第四世代のヒロインの一人。ハルル・アテアで絶大な人気を誇る占い師の少女。実年齢に反して年寄りのような話し方をする。ヒルデガルド、シルヴィ、自分自身のいずれか一人がデュランと結ばれる運命にあることは占いで予見していた。リュリュにとってデュランは初めて出来た同年代の友人である。普段はデュランと憎まれ口を叩き合いながらも、内心ではデュランが自分の夫となる人物に相応しいかを見定めていた。
キュア
声：おちあやか
レヴェリー
声：庄子裕衣
フェル
声：池崎リョウ

### 第五世代
レックス
声：近藤隆
第五世代の主人公。容姿は高祖父レオンハルトの面影があり同じように天才肌で意思が強く、誠実で勤勉なところは曽祖父ラディウスに、明るく前向きな性格は祖父トーマから、まじめで他人の痛みがわかる優しい心は父親デュランからと各世代の良いところを引き継いでいる。五代にわたる力の伝達で、力の源であるディシャナと魂のつながりが強くなっており、お互いの魂の一部を共有するほどまでに結びついた。
なお、第三世代でラヴィニアを選んだ場合（つまり、ラヴィニアが祖母の場合（かつデュランの母親の場合））、ファイーナとは大叔母と大甥の関係となり、ファイーナを選んだ場合（つまり、ファイーナが祖母の場合（かつデュランの母親の場合）、ラヴィニアと大伯母と大甥の関係となる。
ベアトリス
声：櫻井浩美
アルベルティの孫娘。トーマの活躍のことはアルベルティから聞いており、面識もないトーマに憧れ以上の感情を抱いている。普段は毅然としているが色恋沙汰について突っ込まれると取り乱す純情な女性。
ミュルミナ
声：磯村知美

## スタッフ
- ディレクター：菅野健太（アイディアファクトリー）
- キャラクターデザイン：平野克幸（アイディアファクトリー）
- シナリオ：芦田俊太郎（レッド・エンタテインメント）

## 主題歌
PS3版「鬼ごっこ」
作詞・作曲・歌 - 鎌倉圭 / 編曲 - 石黒秀和
Xbox 360版「キズナ」
作詞・作曲・歌 - 鎌倉圭 / 編曲 - 石黒秀和

## 移植版
『リアピアランス』ではPS3版で苦情の多かった点が解消された（ダンジョンではターンが経過しない、若干ロードが早くなった等）反面、条件を満たしているのに実績が解除されない、パッチを当てると別のバグが発生するなどバグがある。
本作のMicrosoft Windows版はイギリスのGhostlightから2013年10月3日にSteamにて発売された。移植はイギリスのLaughing Jackalが担当した。タイトルは欧州版と同じAgarest: Generations of War。
2014年2月4日には通常版のコンテンツに加え、アートブック、壁紙およびサウンドトラックを収録したAgarest: Collector's Editionが発売され、2014年11月27日にはGOG.comでも本作が発売された。
Steam版はSteam 実績、Steam トレーディングカード、Steam クラウドおよびSteam ランキングに対応し、GOG.com版はDRMフリーでの配信となる。
日本国内からの購入も可能だが、海外向けに発売されているため英語版の移植となっており、日本語は吹き替えのみサポートする。